# Dubni
El dubni és l'element químic de símbol Db i nombre atòmic 105. És extremament radioactiu: l'isòtop més estable que se'n coneix, el dubni 268, té una semivida d'unes 16 hores, cosa que en dificulta l'estudi.
Es tracta d'un element sintètic, és a dir, que no existeix en la natura. L'Institut Unificat de Recerca Nuclear (IURN) de la Unió Soviètica fou el primer a anunciar-ne el descobriment el 1968, seguit pel Laboratori Nacional Lawrence de Berkeley dels Estats Units el 1970. Tots dos equips van proposar els seus noms per al nou element i els van utilitzar sense aprovació formal. La llarga disputa es va resoldre l'any 1993 mitjançant una investigació oficial de les afirmacions del descobriment del Grup de Treball de Transfermium, format per la Unió Internacional de Química Pura i Aplicada i la Unió Internacional de Física Pura i Aplicada, donant lloc al reconeixement oficial del descobriment entre ambdós equips. L'element es va anomenar formalment dubnium el 1997 per la ciutat de Dubnà, on està situat el IURN.
La investigació teòrica estableix el dubni com a membre del grup 5 a la sèrie 6d de metalls de transició, situant-lo sota el vanadi, el niobi i el tàntal. El dubni hauria de compartir la majoria de propietats, com ara la seva configuració electrònica de valència i tenir un estat d'oxidació dominant +5, amb els altres elements del grup 5, amb algunes anomalies degudes als efectes relativistes. Una investigació limitada de la química del dubni ho ha confirmat. Els experiments de química de solucions han revelat que el dubni sovint es comporta més com el niobi que el tàntal, trencant les tendències periòdiques.

## Història
El dubni és un element sintètic, altament radioactiu, que no existeix de manera natural a la Terra. El seu descobriment fou inicialment proclamat en 1968 per científics dirigits per Gueorgui Fliórov (1913-1990) de l'Institut de Recerca Nuclear de Dubnà (IURN), la seu del qual es troba a la ciutat russa de Dubnà. Aquesta preparació inicial fou duta a terme bombardejant l'isòtop americi 243, {\displaystyle {\ce {^243_95Am}}}, amb nuclis de neó 22, {\displaystyle {\ce {^22_10Ne}}}:
{\displaystyle {\ce {^243_95Am + ^22_10Ne -> ^260_105Db + 5^1_0n}}}
Observant l'activitat radioactiva subsegüent es deduí la formació d'un nou element de nombre atòmic Z = 105. No obstant això, aquest fet no pogué ser fefaentment provat en aquell moment. Poc després, el 1970, un grup de científics dirigits per Albert Ghiorso (1915-2010) el Laboratori Nacional Lawrence Berkeley de la Universitat de Califòrnia a Berkeley reclamà el descobriment de l'isòtop 260 de l'element 105, basant-se en un nou experiment desenvolupat mitjançant el bombardeig de l'isòtop californi 249, {\displaystyle {\ce {^249_98Cf}}}, amb nuclis de nitrogen 15, {\displaystyle {\ce {^15_7N}}}:
{\displaystyle {\ce {^249_98Cf + ^15_7N -> ^260_105Db + 4^1_0n}}}
Els estatunidencs l'anomenaren «hahni», símbol Ha, en honor del químic alemany Otto Hahn (1879-1968), descobridor de la fissió nuclear. Aquest mateix any, l'equip rus del IURN confirmà la síntesi de l'isòtop 260 de l'element 105. Proposaren el nom «nielsbohri», símbol Ns, en honor del físic danès Niels Bohr (1885-1962). Finalment, en 1997 i després d'anys de controvèrsia, la Unió Internacional de Química Pura i Aplicada (IUPAC) atribuí el descobriment a tots dos grups, però l'element fou denominat dubni com a reconeixement a Dubnà.

### Controvèrsia sobre la denominació
L'equip soviètic va proposar el nom nielsbohri (Ns) en honor del físic nuclear danès Niels Bohr. L'equip nord-americà va suggerir que el nou element hauria de dir-se hahni (Ha), en honor del químic alemany Otto Hahn. Per tant, hahni va ser el nom que molts científics nord-americans i europeus occidentals usaven, i apareixia en molts escrits publicats en aquest moment, i nielsbohri va ser usat a la Unió Soviètica i els països del Bloc de l'Est.
Així va esclatar una controvèrsia entre els dos grups sobre la denominació de l'element. Per tant, la IUPAC va adoptar unnilpenti (Unp) com el nom temporal sistemàtic de l'element. El 1994, intentant resoldre el problema, la IUPAC va proposar el nom jolioti (Jl), en honor del físic francès Frédéric Joliot-Curie, nom que havia estat proposat per l'equip soviètic per a l'element 102, nomenat posteriorment com nobeli. Els dos pretendents principals van seguir en desacord sobre els noms dels elements 104 a 106. No obstant això, el 1997, es va resoldre la disputa i es va adoptar el nom actual, dubni (Db), en honor a la ciutat russa de Dubnà, la ubicació de l'Institut Central d'Investigacions Nuclears. Sobre això, la IUPAC va al·legar que el laboratori de Berkeley ja havia estat reconegut diverses vegades en la denominació dels elements (per exemple, berkeli, californi, americi) i que l'acceptació de els noms rutherfordi i seaborgi per als elements 104 i 106 s'hauria de compensar mitjançant el reconeixement de les contribucions de l'equip rus en el descobriment dels elements 104, 105 i 106.

## Propietats
| Grup    | 5      |
| Període |        |
| 4       | 23 V   |
| 5       | 41 Nb  |
| 6       | 73 Ta  |
| 7       | 105 Db |
|         |        |

Els estudis teòrics determinen que el dubni pertany al grup 5 de la taula periòdica, situant-se en el setè període. És, per tant, un metall de transició que es col·loca sota el vanadi, el niobi i el tàntal. La seva configuració electrònica calculada és {\displaystyle {\ce {[ Rn ] 5f^14 6d^4 7s^2}}}, i és un element transactinoide, superpesant, molt inestable. El principal estat d'oxidació del dubni és +5, la qual cosa ha estat confirmada per diversos experiments en dissolució aquosa. No obstant això, l'estudi de les propietats químiques d'aquest element és extremadament complex, ja que s'obtenen molt pocs nuclis durant la seva preparació, i el seu interval d'estabilitat és curt. Tanmateix, s'ha pogut concloure que forma preferentment espècies pentacoordinades de tipus oxihalur com {\displaystyle {\ce {[DbOCl4]-}}} i {\displaystyle {\ce {[DbOF4]-}}}, a diferència del tàntal —situat just a damunt a la taula periòdica— per al qual s'observen majoritàriament espècies hexacoordinades com {\displaystyle {\ce {[TaF6]-}}}. Aquests resultats suggereixen que el dubni presenta unes propietats químiques més semblants a les del niobi, del mateix grup pertanyent al període 5, que a les del tàntal, element situat en el període 6, trencant d'aquesta manera la tendència en el grup.

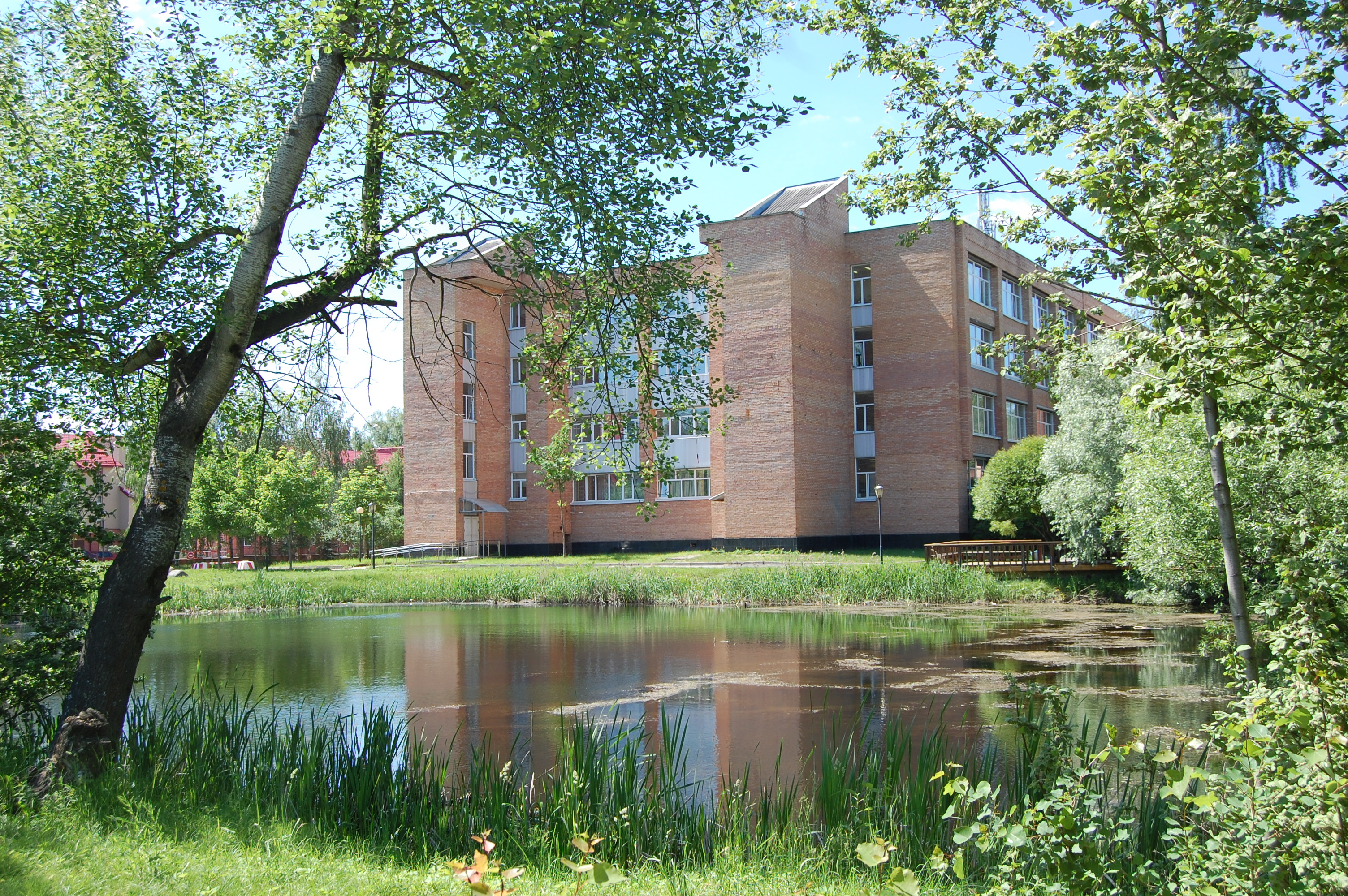
Universitat de Dubnà.

## Isòtops

Un gràfic d'estabilitat de nucleids utilitzat pel IURN el 2012. Els isòtops caracteritzats es mostren amb vores.

En l'actualitat han estat sintetitzats 19 isòtops del dubni, amb nombres màssics des del 255 al 270, entre els quals els que presenten períodes de semidesintegració més llargs són els següents: {\displaystyle {\ce {^262Db}}} (t1/2 ~ 34 s), {\displaystyle {\ce {^263Db}}} (t1/2 ~ 27 s), {\displaystyle {\ce {^266Db}}} (t1/2 ~ 20 min), {\displaystyle {\ce {^267Db}}} (t1/2 ~ 72 min), {\displaystyle {\ce {^268Db}}} (t1/2 ~ 28 h) i {\displaystyle {\ce {^270Db}}} (t1/2 ~ 15 h). Generalment, els isòtops de dubni actualment són produïts per bombardeig d'isòtops de bismut 209 amb projectils de titani, per exemple l'isòtop dubni 258:
{\displaystyle {\ce {^209_83Bi + ^50_22Ti -> ^258_105Db + ^1_0n}}}
Tots els isòtops del dubni experimenten, principalment, dos processos de desintegració de manera simultània: decaïment per emissió de partícules alfa i fissió espontània. Com a exemple es mostra la reacció de fissió espontània de l'isòtop 255:
{\displaystyle {\ce {^255_105Db -> ^120_50Sn + ^135_55Cs + 277,70 MeV}}}
La majoria dels isòtops coneguts del dubni no han estat sintetitzats, sinó que apareixen en les cadenes de desintegració d'elements amb nombres atòmics superiors i imparells. Aquests elements són extremadament inestables i es van desintegrant per emissió de partícules α, una rere l'altra, produint tot un seguit d'isòtops d'elements de nombres atòmics inferiors. Per exemple, l'element amb nombre atòmic més alt imparell que s'ha sintetitzat és el tennes (Z = 117), l'isòtop tennes 292 es desintegra segons les següents reaccions que passen pel dubni 268:
{\displaystyle {\ce {^{292}_{117}Ts\xrightarrow {-\alpha } \,_{115}^{288}Mc\xrightarrow {-\alpha } \,_{113}^{284}Nh\xrightarrow {-\alpha } \,_{111}^{280}Rg\xrightarrow {-\alpha } \,_{109}^{276}Mt\xrightarrow {-\alpha } \,_{107}^{272}Bh\xrightarrow {-\alpha } \,_{105}^{268}Db\xrightarrow {-\alpha } ...}}}

## Bibliografía adicional
- Audi, G.; Kondev, F. G.; Wang, M.; Huang, W. J.; Naimi, S. «The NUBASE2016 evaluation of nuclear properties». Chinese Physics C, vol. 41, 3, 2017, pàg. 030001. Bibcode: 2017ChPhC..41c0001A. DOI: 10.1088/1674-1137/41/3/030001.
- Beiser, A. Concepts of modern physics (en anglès). 6th.  McGraw-Hill, 2003. ISBN 978-0-07-244848-1. OCLC 48965418.
- Hoffman, D. C.; Ghiorso, A.; Seaborg, G. T.. The Transuranium People: The Inside Story (en anglès).  World Scientific, 2000. ISBN 978-1-78-326244-1.
- Kragh, H. From Transuranic to Superheavy Elements: A Story of Dispute and Creation (en anglès).  Springer, 2018. ISBN 978-3-319-75813-8.
- Zagrebaev, V.; Karpov, A.; Greiner, W. «Future of superheavy element research: Which nuclei could be synthesized within the next few years?». Journal of Physics: Conference Series, vol. 420, 1, 2013, pàg. 012001. arXiv: 1207.5700. Bibcode: 2013JPhCS.420a2001Z. DOI: 10.1088/1742-6596/420/1/012001. ISSN: 1742-6588.